# Reugney
Reugney est une commune française située dans le département du Doubs, la région culturelle et historique de Franche-Comté et la région administrative Bourgogne-Franche-Comté. 
Ses habitants s'appellent les Rudignacusses (avant, Reugney s'appelait Rudiniacum, d'où le nom de ses habitants maintenant). Reugney se situe à environ trente minutes en voiture de Pontarlier. Son altitude est comprise entre 690 et 990 mètres. La commune dispose aussi d'une forêt se situant sur sa côte, d'où on peut admirer par beau temps la chaîne des Alpes.

## Géographie

### Toponymie
Rudiniaco en 944 ; Ruigney en 1148 ; Ruygney au XVIIIe siècle.
Le village est situé en limite du plateau d'Amancey, blotti au pied de la forêt couvrant les pentes du premier plissement du Jura et dominé par des prés et pâturages culminant à plus de 900 m au Temps, d'où l'on peut découvrir un point de vue panoramique sur le premier plateau, ainsi que les Vosges et le Mont Blanc par temps clair.

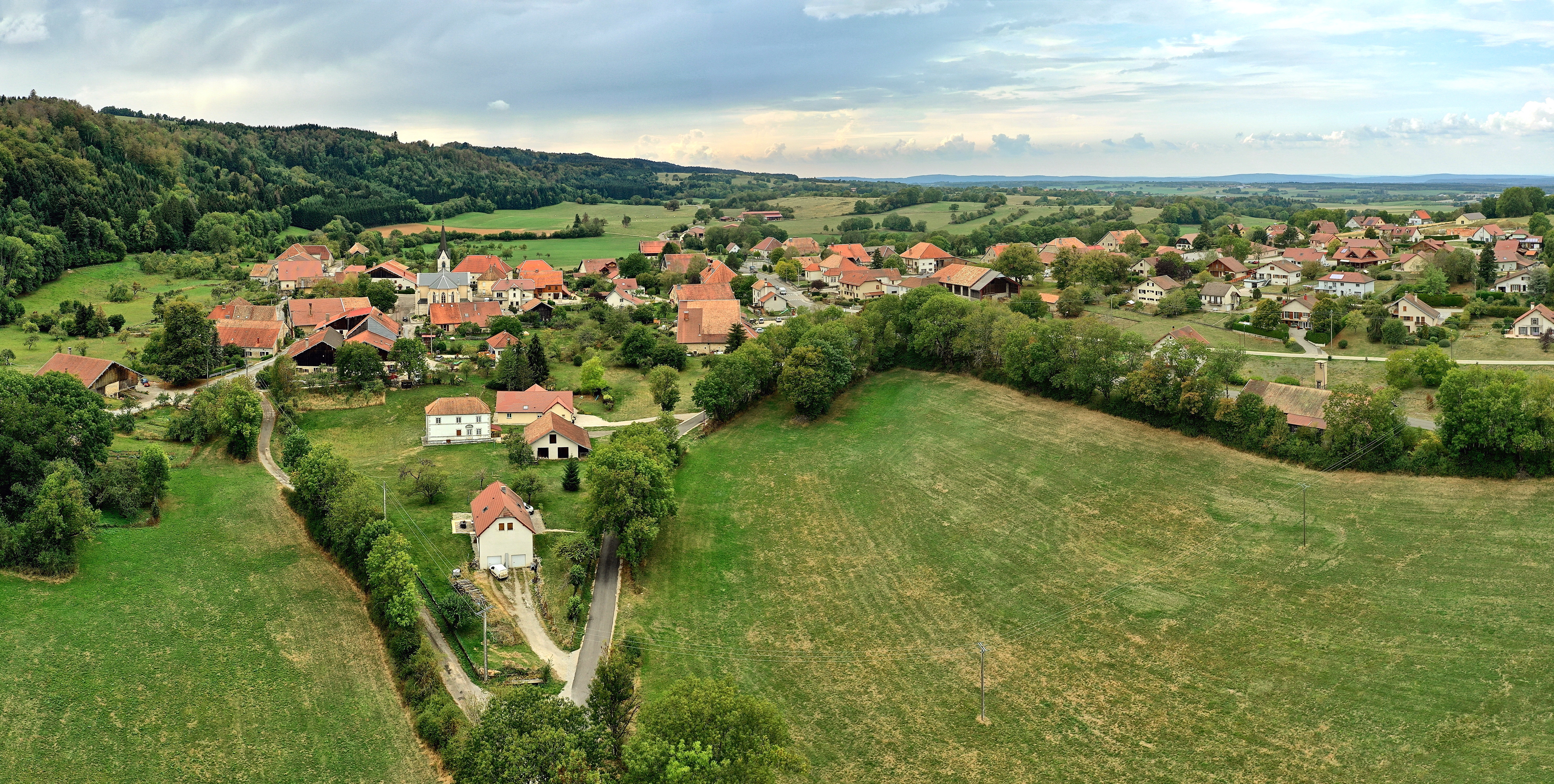
Vue générale du village.

La table d'orientation de La Croix du Temps permet de situer les villages et sites que l'on découvre depuis ce lieu. La grotte de la Baume du Mont est d'accès aisé grâce à l'installation d'une échelle fixe. Courbet, originaire du village voisin de Flagey, y est venu peindre son nom dans la dernière salle. Par le chemin situé entre Reugney et Bolandoz, on a accès à la cascade du Dard et au val du Bas des Mais.

### Hydrographie
Le Ruisseau des Maits et le Ruisseau du Dard sont les principaux cours d'eau parcourant la commune.

### Communes limitrophes

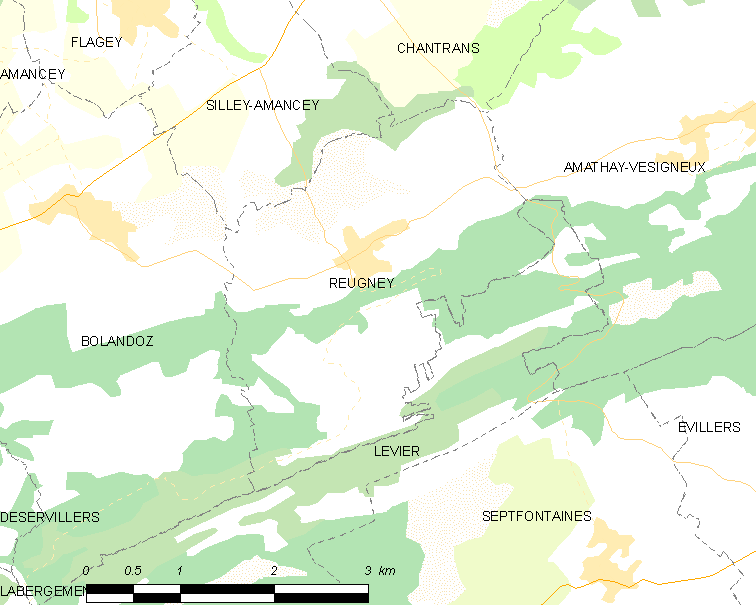
Carte de la commune de Reugney et des proches communes.

### Climat
Pour des articles plus généraux, voir Climat de la Bourgogne-Franche-Comté et Climat du Doubs.
En 2010, le climat de la commune est de type climat de montagne, selon une étude du Centre national de la recherche scientifique s'appuyant sur une série de données couvrant la période 1971-2000. En 2020, Météo-France publie une typologie des climats de la France métropolitaine dans laquelle la commune est dans une zone de transition entre le climat semi-continental et le climat de montagne et est dans la région climatique  Jura, caractérisée par une forte pluviométrie en toutes saisons (1 000 à 1 500 mm/an), des hivers rigoureux et un ensoleillement médiocre. 
Pour la période 1971-2000, la température annuelle moyenne est de 8,2 °C, avec une amplitude thermique annuelle de 16,7 °C. Le cumul annuel moyen de précipitations est de 1 457 mm, avec 13,8 jours de précipitations en janvier et 10,5 jours en juillet. Pour la période 1991-2020, la température moyenne annuelle observée sur la station météorologique de Météo-France la plus proche, « Coulans », sur la commune d'Éternoz à 9 km à vol d'oiseau, est de 10,5 °C et le cumul annuel moyen de précipitations est de 1 259,2 mm. 
La température maximale relevée sur cette station est de 38,7 °C, atteinte le 24 août 2023 ; la température minimale est de −18,9 °C, atteinte le 20 décembre 2009,,. 
Les paramètres climatiques de la commune ont été estimés pour le milieu du siècle (2041-2070) selon différents scénarios d'émission de gaz à effet de serre à partir des nouvelles projections climatiques de référence DRIAS-2020. Ils sont consultables sur un site dédié publié par Météo-France en novembre 2022.

## Urbanisme

### Typologie
Au 1er janvier 2024, Reugney est catégorisée commune rurale à habitat dispersé, selon la nouvelle grille communale de densité à 7 niveaux définie par l'Insee en 2022.
Elle est située hors unité urbaine et hors attraction des villes,.

### Occupation des sols
L'occupation des sols de la commune, telle qu'elle ressort de la base de données européenne d’occupation biophysique des sols Corine Land Cover (CLC), est marquée par l'importance des territoires agricoles (68 % en 2018), une proportion sensiblement équivalente à celle de 1990 (68,2 %). La répartition détaillée en 2018 est la suivante : 
zones agricoles hétérogènes (35,2 %), prairies (32,8 %), forêts (28,6 %), zones urbanisées (3,4 %). L'évolution de l’occupation des sols de la commune et de ses infrastructures peut être observée sur les différentes représentations cartographiques du territoire : la carte de Cassini (XVIIIe siècle), la carte d'état-major (1820-1866) et les cartes ou photos aériennes de l'IGN pour la période actuelle (1950 à aujourd'hui).

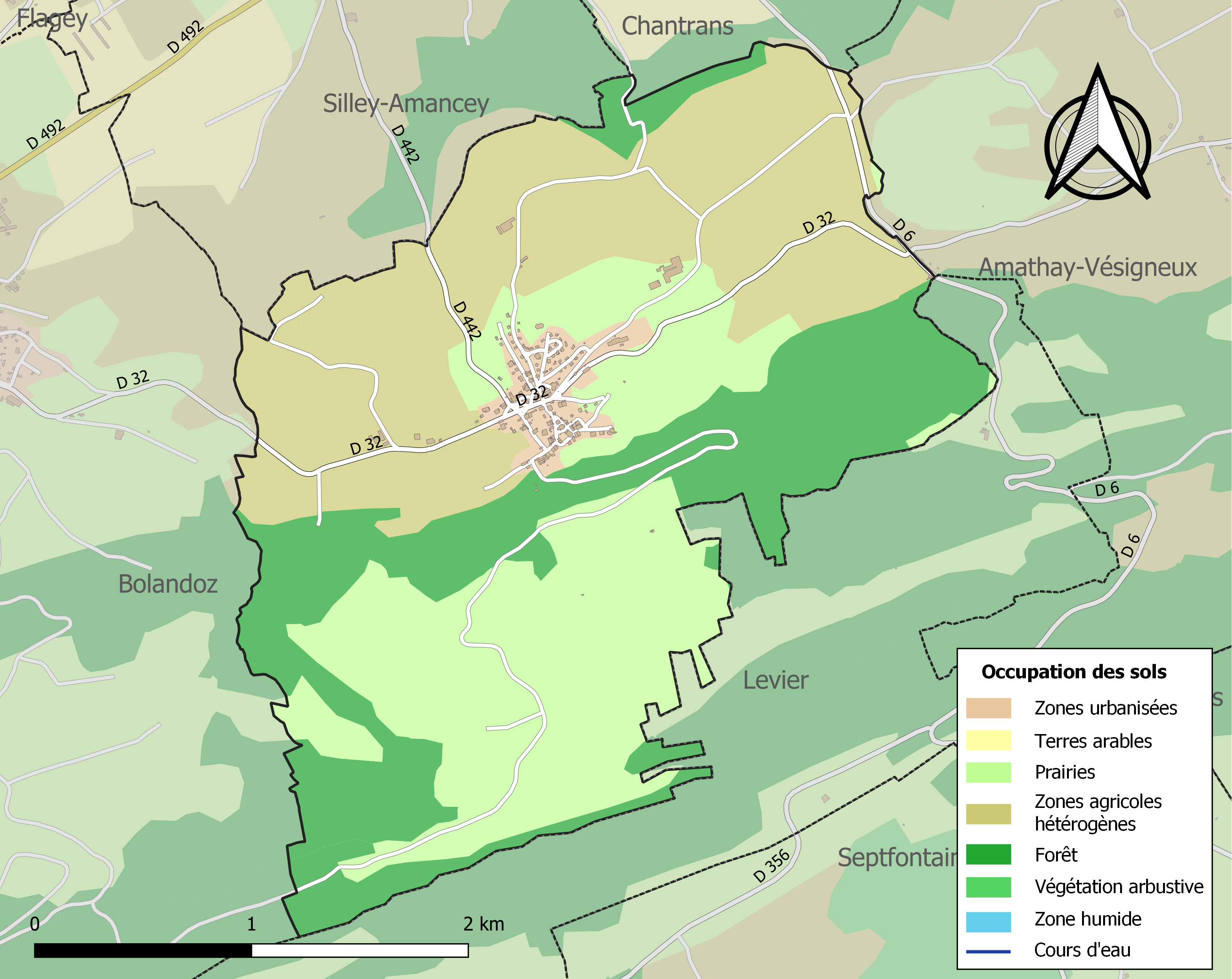
Carte des infrastructures et de l'occupation des sols de la commune en 2018 (CLC).

## Histoire

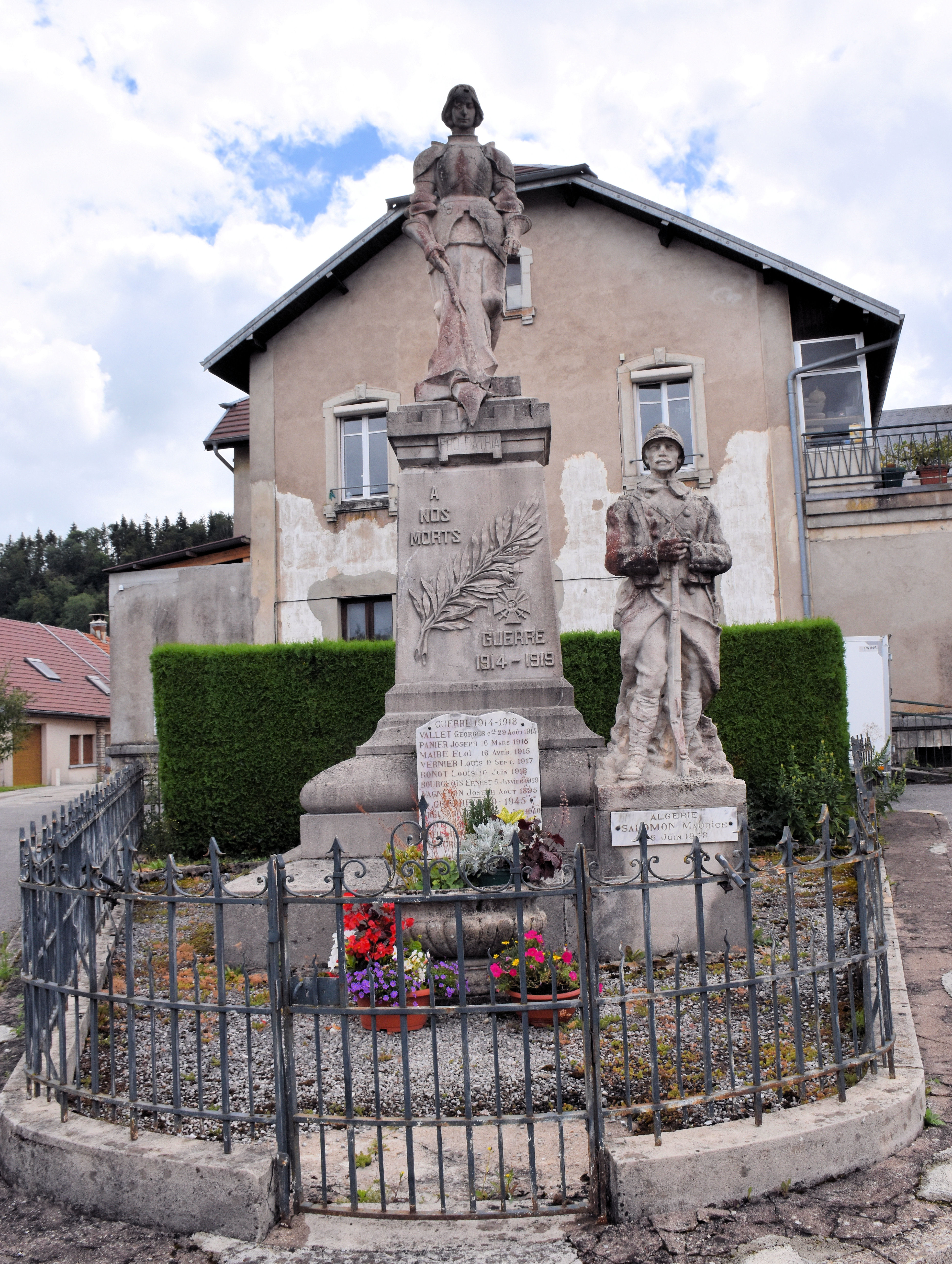
Le monument aux morts.

Le village est très ancien puisqu'on y signale la présence d'une église en 944.
Le « château », au pied de la côte, est une ancienne résidence de chasse des seigneurs de Maillot dont le château féodal s'élevait à proximité de la ferme du Gros Maillot.
Pendant la Seconde Guerre mondiale le village a servi de lieu d'accueil pour plusieurs parachutages alliés (matériel et hommes) au bénéfice du groupe Secteur Loue-Lison.

## Politique et administration
| Période         | Période                     | Identité                                        | Étiquette | Qualité                                                                      |
| --------------- | --------------------------- | ----------------------------------------------- | --------- | ---------------------------------------------------------------------------- |
| mars 2001       | juillet 2013                | Patrick Ronot                                   | UMP       | Conseiller général Président de la Communauté de communes Amancey-Loue-Lison |
| 19 juillet 2013 | avril 2014                  | René Clerc                                      |           | Retraité ancien gérant scierie                                               |
| avril 2014      | En cours (au 1er juin 2020) | Dominique Bérion Réélu pour le mandat 2020-2026 | UMP-LR    | Chef d'entreprise                                                            |

## Démographie
L'évolution du nombre d'habitants est connue à travers les recensements de la population effectués dans la commune depuis 1793. Pour les communes de moins de 10 000 habitants, une enquête de recensement portant sur toute la population est réalisée tous les cinq ans, les populations de référence des années intermédiaires étant quant à elles estimées par interpolation ou extrapolation. Pour la commune, le premier recensement exhaustif entrant dans le cadre du nouveau dispositif a été réalisé en 2004.

En 2022, la commune comptait 269 habitants, en évolution de −14,87 % par rapport à 2016 (Doubs : +1,88 %, France hors Mayotte : +2,11 %).
| 1793 | 1800 | 1806 | 1821 | 1831 | 1836 | 1841 | 1846 | 1851 |
| ---- | ---- | ---- | ---- | ---- | ---- | ---- | ---- | ---- |
| 350  | 285  | 273  | 297  | 315  | 314  | 325  | 376  | 366  |

| 1856 | 1861 | 1866 | 1872 | 1876 | 1881 | 1886 | 1891 | 1896 |
| ---- | ---- | ---- | ---- | ---- | ---- | ---- | ---- | ---- |
| 348  | 337  | 315  | 301  | 316  | 318  | 340  | 320  | 302  |

| 1901 | 1906 | 1911 | 1921 | 1926 | 1931 | 1936 | 1946 | 1954 |
| ---- | ---- | ---- | ---- | ---- | ---- | ---- | ---- | ---- |
| 301  | 293  | 315  | 288  | 301  | 276  | 283  | 248  | 261  |

| 1962 | 1968 | 1975 | 1982 | 1990 | 1999 | 2004 | 2006 | 2009 |
| ---- | ---- | ---- | ---- | ---- | ---- | ---- | ---- | ---- |
| 249  | 212  | 194  | 193  | 186  | 230  | 287  | 311  | 309  |

| 2014 | 2019 | 2022 | - | - | - | - | - | - |
| ---- | ---- | ---- | - | - | - | - | - | - |
| 317  | 284  | 269  | - | - | - | - | - | - |

## Économie
En 2021, Reugney compte une scierie, un atelier de réparation de machines agricoles, une épicerie-tabac, un plombier-chauffagiste, une pension canine et féline et deux bûcherons.
La commune est à l'origine du premier regroupement pédagogique intercommunale, puis de la première maternelle en milieu rural du département. Une nouvelle école s'est ouverte en 1997. L'aménagement d'une dizaine de logements a permis d'accueillir aussi de nouveaux ménages.
L'activité agricole reste importante. Elle est orientée vers la production de lait destiné à la fabrication du fromage de Comté. Cette spécificité permet de dire que les agriculteurs sont producteurs de fromage de Comté. Reugney est marqué par la culture coopérative.
Depuis 2011, le GAEC de l'Aurore s'est engagé vers une agriculture raisonnée avec la création d'une serre maraîchère produisant tout au long de l'année des légumes labellisés « agriculture biologique ». Cette diversification aura été possible grâce à la construction d'une unité de méthanisation qui produit de l'électricité injectée sur le réseau EDF. La chaleur résiduelle du méthaniseur assure le bon fonctionnement de la serre maraîchère et tempère les autres locaux de la ferme. En outre, le GAEC de l'aurore accueille le public scolaire pour le sensibiliser aux pratiques environnementales raisonnées.

## Lieux et monuments
- L'église Saint-Martin.
- La chapelle Saint-Joseph.
- La fontaine de Courcelles, située à 300 mètres du village dans le chemin de Courcelles, dont l'eau est encore potable car provenant d'une source de la côte de Reugney. Le toit de la fontaine qui était soutenu par des piliers a été détruit durant la Seconde Guerre mondiale ainsi que la seconde partie de la fontaine qui servait à laver le linge. On a découvert des pavés autour de la fontaine. Maintenant elle sert aux agriculteurs qui viennent y puiser de l'eau.
- Le belvédère du Temps avec sa croix et sa table d'orientation dominent le plateau d'Amancey.

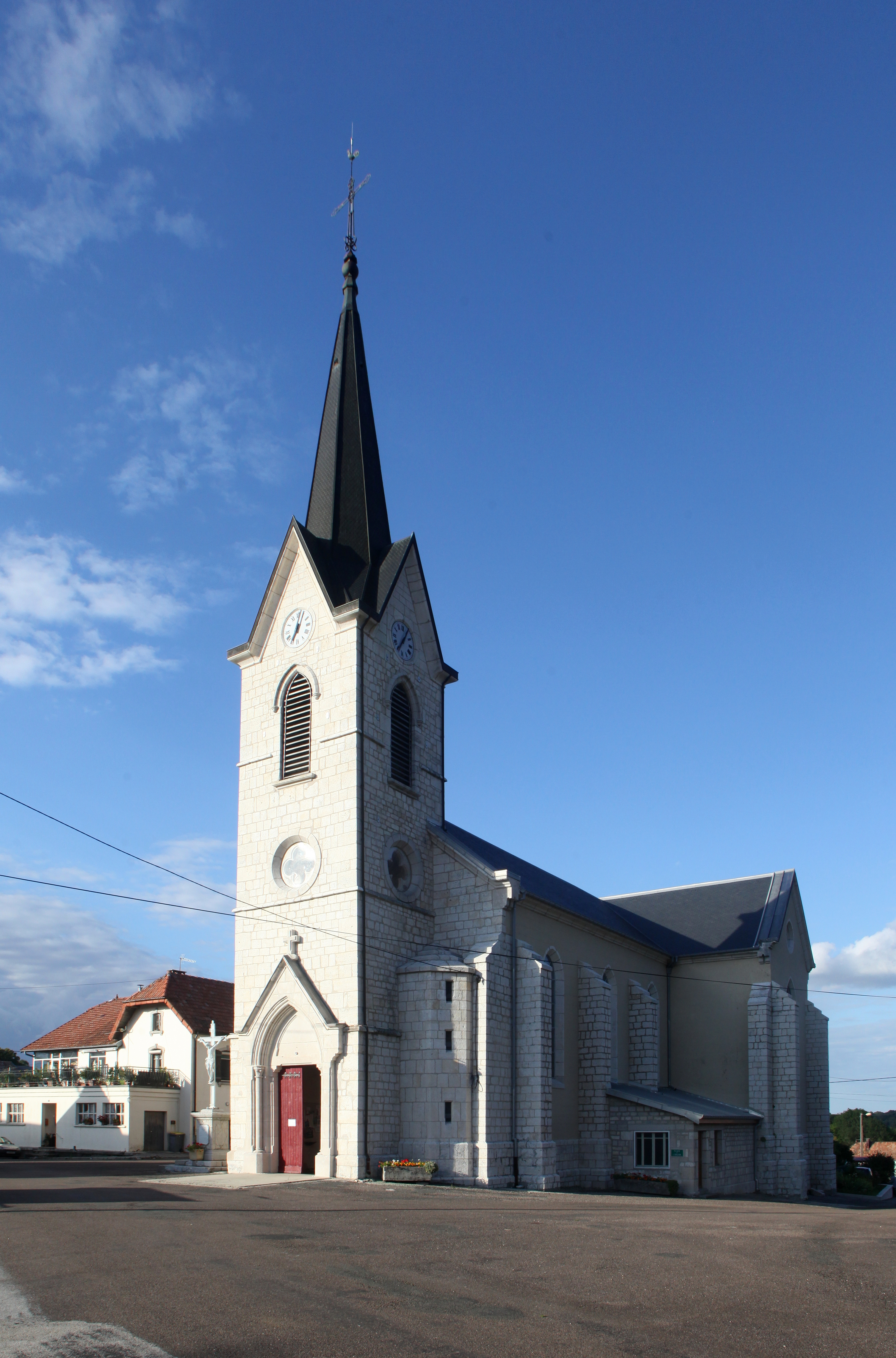
L'église Saint-Martin.
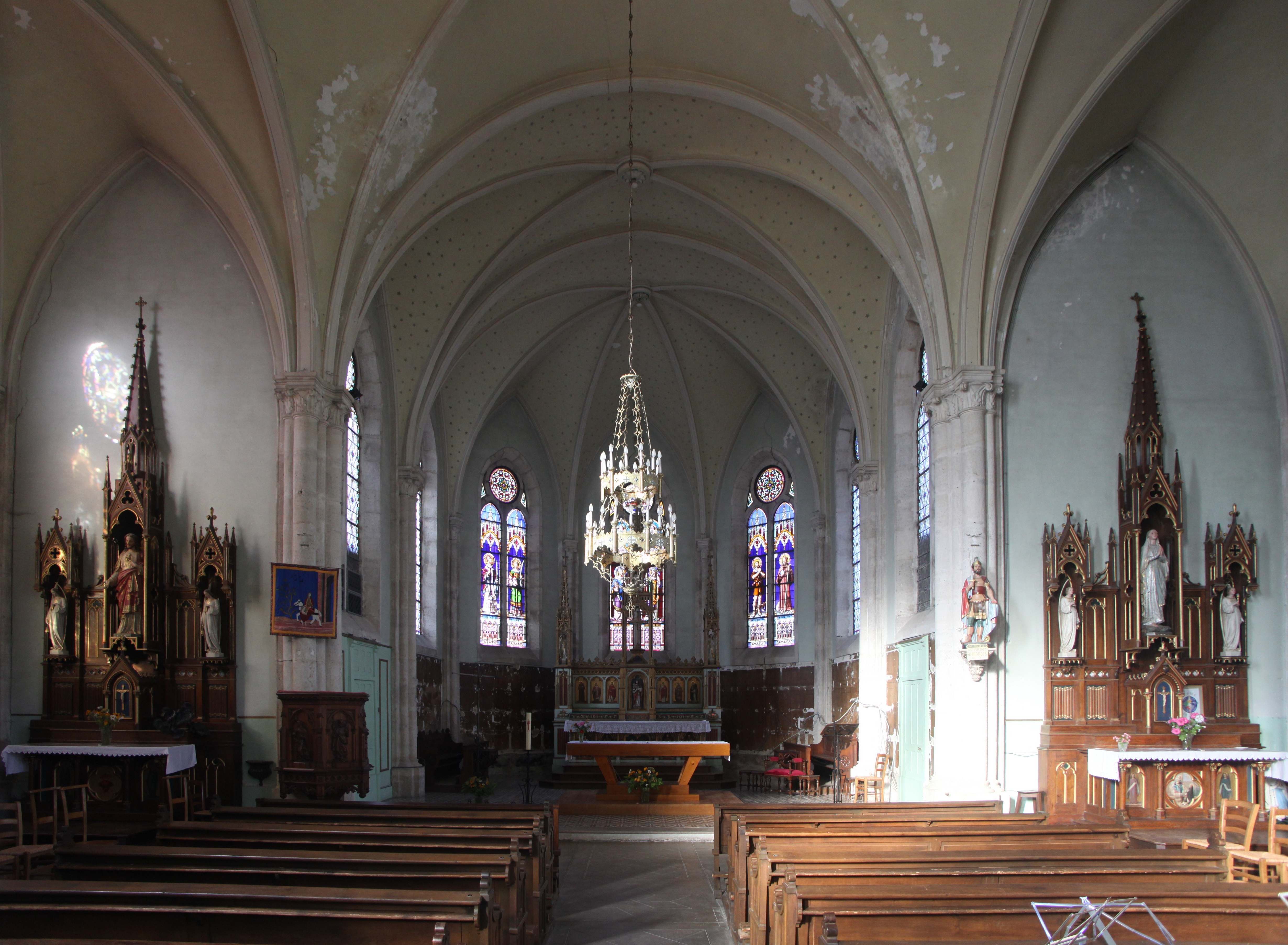
L'intérieur de l'église.
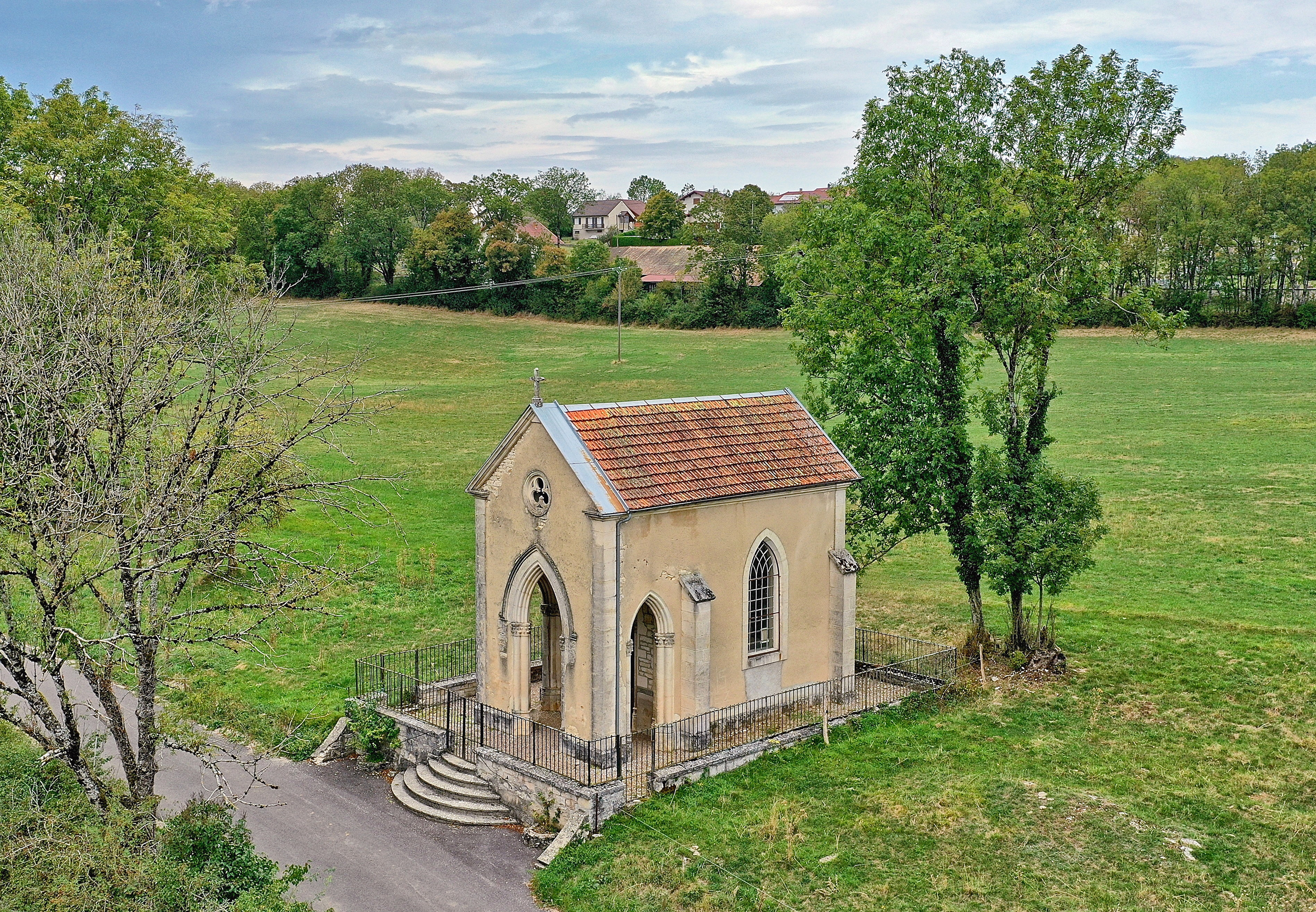
La chapelle Saint-Joseph.
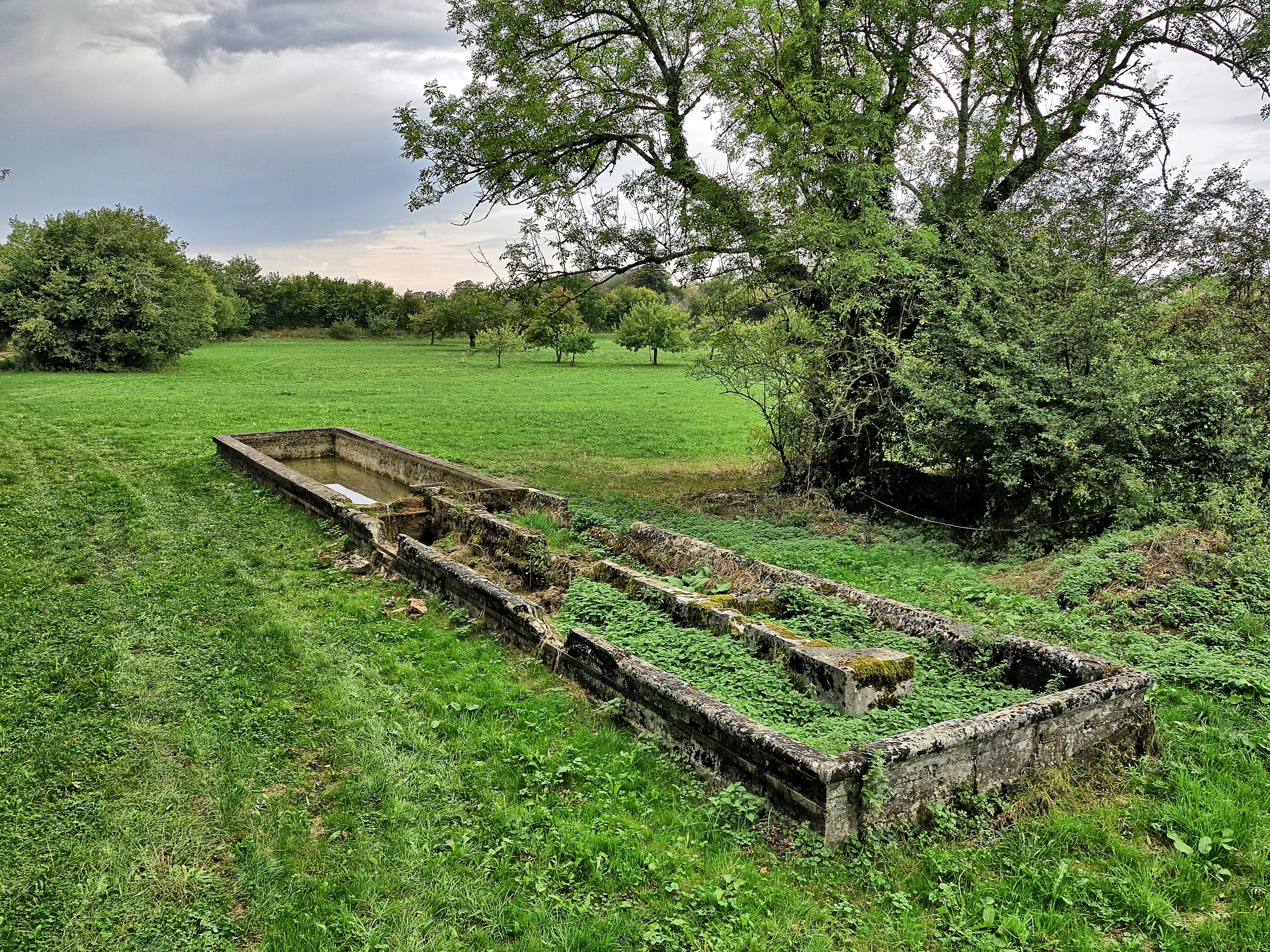
La fontaine de Courcelles.
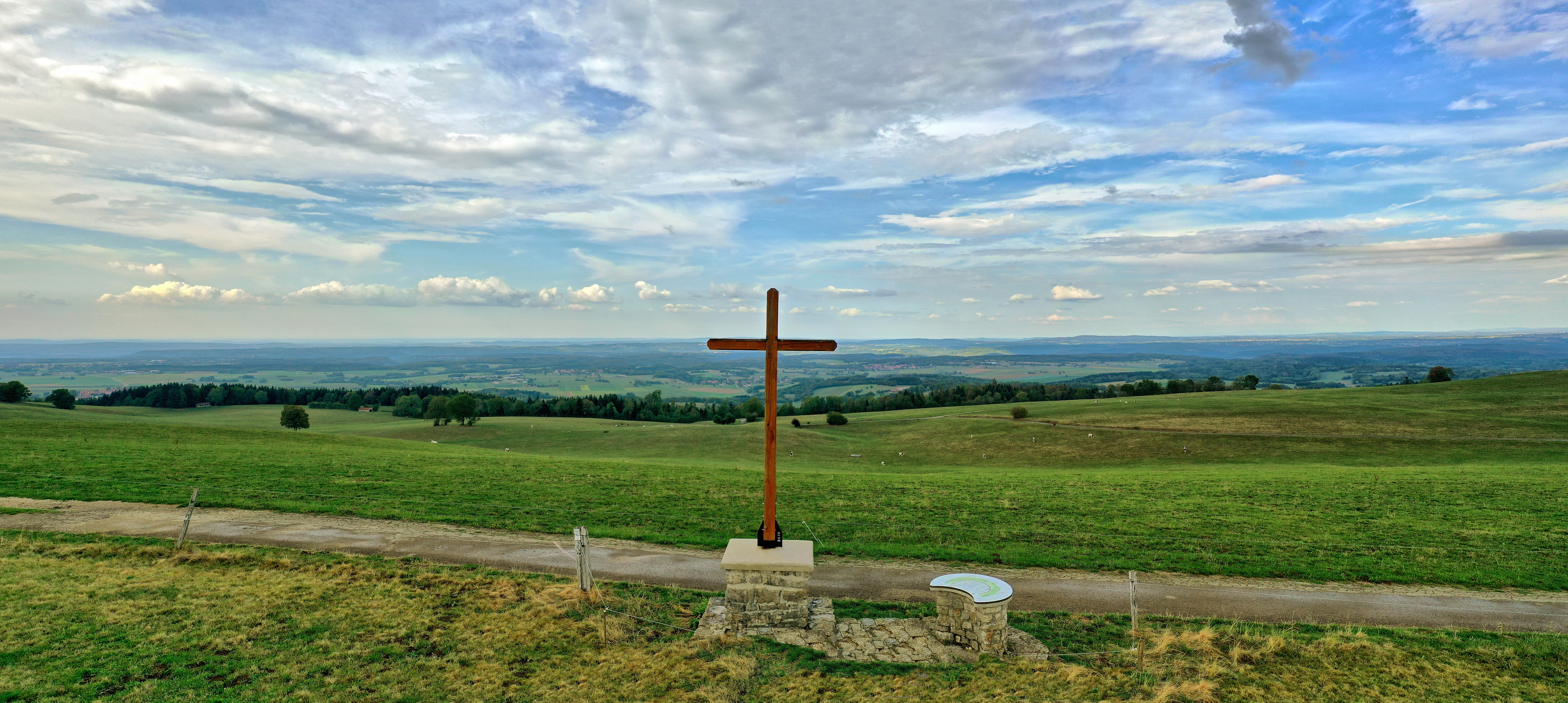
Le belvédère du Temps.

## Personnalités liées à la commune
- Jean-François Hugues Du Tems (1745-1811), historien et docteur en théologie, né à Reugney.
- Paulette Guinchard-Kunstler (1949-2021), députée du Doubs, ancienne ministre socialiste aux personnes âgées sous le gouvernement de Lionel Jospin, ancienne vice-présidente de l'Assemblée nationale.
- Antoine-Guillaume Grandjacquet (Reugney, 1731 - Rome, 1801), statuaire. Trois œuvres de ce sculpteur sont exposées au Louvre[22]. Il s'agit d'un Isis et d'un Osiris commandées au sculpteur par le cardinal Borghèse, réalisées entre 1781 et 1783. Napoléon acheta la collection Borghèse en 1807 et l'intégra aux collections nationales. Ces sculptures, témoins de l'engouement pour l'Égypte à la fin du XVIIIe siècle, figurent régulièrement dans des expositions internationales (Egyptomania, Le Louvre, 1994 ; Rome, Canova, 2008). Il est l'auteur de la statue de Saint-Claude qui orne la façade de l'église Saint-Claude des Bourguignons à Rome.